# Grenada (chanson)
Pour les articles homonymes, voir Grenada.
Grenada (en russe : Гренада) est une chanson écrite par le poète soviétique Mikhaïl Svetlov et publiée pour la première fois dans la Komsomolskaïa Pravda le 29 août 1926. Les vers sont mis en musique par plusieurs compositeurs comme Mikaël Tariverdiev, Abram Kabakov (ru), Iouri Tchitchkov (ru), Konstantin Listov. L'une des versions les plus populaires est composée par Viktor Berkovski (en). 
Le poème raconte l'histoire d'un partisan de la Guerre civile russe d'origine ukrainienne qui rêve de combattre pour l'indépendance d'une lointaine contrée, la Province de Grenade, dont il a appris l’existence dans un livre,,.
La chanson est interprétée entre autres par Léonid Outiossov et Elena Kambourova.

## Influences
En 1952, Olga Bergholtz écrit une suite de l'histoire dans son poème Pobratimy (Побратимы) où le partisan inconnu de Svetlov se transforme en as d'aviation soviétique et héros de la guerre d'Espagne Viktor Kholzounov (ru) qui réalisant son rêve d'autrefois part combattre pour la ville de Madrid. 
Le poète Naum Olev (en) rend également hommage à l'illustre chanson dans Grenada immortelle (Бессмертная Гренада) mise en musique par Boris Saveliev (ru) dont les premiers vers évoquent Grenada de Svetlov. 
La chanson de Boris Grebenchtchikov Brouillard sur le Yang-Tsé (Туман над Янцзы) composée en 2003 reprend quelques passages de Grenada.
Dmitri Bykov publie dans Novaïa Gazeta en 2015, une parodie de la chanson intitulée Nenada (qui signifie littéralement « il ne faut pas » en français) qui parle de sa patrie dont personne ne veut.